# HD50019
HD50019 — хімічно пекулярна зоря спектрального класу A2, що має видиму зоряну величину в смузі V приблизно 3,6.
Вона  розташована на відстані близько 196,6 світлових років від Сонця.

## Фізичні характеристики
Зоря HD50019 обертається 
досить швидко 
навколо своєї осі. Проєкція її екваторіальної швидкості на промінь зору становить Vsin(i)=133км/сек.